# Riverside (Maryland)
Riverside – jednostka osadnicza w Stanach Zjednoczonych, w stanie Maryland, w hrabstwie Harford.